# 14185 Van Ness
14185 Van Ness è un asteroide della fascia principale. Scoperto nel 1998, presenta un'orbita caratterizzata da un semiasse maggiore pari a 2,5659728 UA e da un'eccentricità di 0,1955634, inclinata di 7,21774° rispetto all'eclittica.
È dedicato all'astronomo statunitense Michael E. Van Ness.